# عالم النفس التربوي

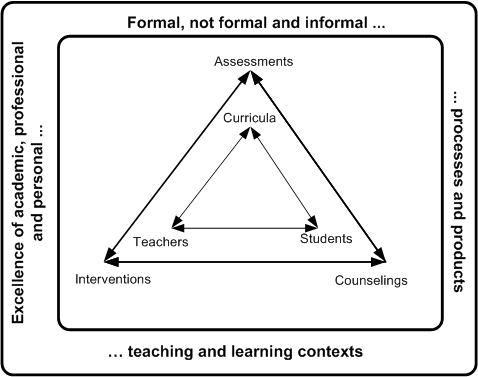
وظائف عالم النفس التربوي.

عالم النفس التربوي (بالإنجليزية: Educational psychologist) هو عالم نفس قد تشمل وظائفه التشخيصية والتقييم النفسي التربوي، والإرشاد النفسي في الأوساط التعليمية (الطلاب، والمعلمين، وأولياء الأمور، والهيئات الأكاديمية)، والتدخل النفسي التربوي المجتمعي، والوساطة، والتنسيق، والإحالة إلى متخصصين آخرين، على جميع مستويات النظام التعليمي. يستخدم العديد من الدول هذا المصطلح للإشارة إلى الجهات التي تقدم الخدمات للطلاب ومعلميهم وأسرهم، بينما تستخدمه دول أخرى للإشارة إلى الخبرة الأكاديمية في تدريس علم النفس التربوي.

## حقائق محددة
علم النفس هو تخصص متطور يسمح بتخصصات مختلفة، والتي تشمل؛ علم النفس السريري والصحي، وعلم النفس العملي والتنظيمي، وعلم النفس التربوي، وما إلى ذلك. ما يميز عالم النفس التربوي عن غيره من علماء النفس أو المتخصصين يتكون من مثلث أكاديمي تمثل رؤوسه ثلاث فئات: المعلمون والطلاب والمناهج الدراسية. استخدام الجمع في هذه الحالات الثلاث يفترض معنيين؛ التقليدي أو الرسمي والآخر أكثر عمومية مشتق من مجتمع المعلومات والمعرفة لدينا. يشير الجمع أيضًا إلى أنه في الوقت الحاضر، لم يعد بإمكاننا النظر إلى الطالب أو المعلم العادي، أو المنهج الدراسي المغلق، ولكن التنوع الهائل الموجود في طلابنا ومعلمينا ومناهجنا الدراسية. ترتبط رؤوس المثلث بأسهم ثنائية الاتجاه، مما يسمح بتصنيفات رباعية بدلاً من العلاقات التقليدية ثنائية الاتجاه (على سبيل المثال، المعلم والطالب). بهذه الطريقة، يمكننا أن نجد، في سياقات تعليمية مختلفة، مجموعات من المعلمين والطلاب الجيدين (عمليات ومنتجات التدريس/التعلم الممتازة)، ومجموعات من المعلمين الجيدين ولكن الطلاب السيئين، ومجموعات من المعلمين السيئين والطلاب الجيدين، مما ينتج عنه في كلتا الحالتين مستويات أقل من الإنجازات الأكاديمية. بالإضافة إلى ذلك، يمكننا أن نجد مجموعات من المعلمين السيئين والطلاب السيئين (الفشل الدراسي). يتم هذا العمل المحدد لعالم النفس التربوي في سياقات مختلفة: الأنظمة الدقيقة والمتوسطة والكبيرة. تشير الأنظمة الدقيقة إلى سياقات الأسرة، حيث يحدد الجو والمنهج الخفي وتوقعات وسلوكيات جميع أفراد الأسرة، إلى حد كبير، التطور التعليمي لكل طالب. يشير مصطلح النظام المتوسط إلى جميع السياقات المتنوعة الموجودة في المؤسسات التعليمية، مع العلم أن المتغيرات المختلفة مثل الموقع الجغرافي أو تسويق المؤسسة أو نوع المعلمين والطلاب وما إلى ذلك، يمكن أن تؤثر على النتائج الأكاديمية للطلاب. يتمتع النظام الكلي بطبيعة أكثر عمومية وعالمية، مما يدفعنا، على سبيل المثال، إلى النظر في تأثير المجتمعات أو البلدان المختلفة على المنتجات التعليمية النهائية. من الأمثلة التوضيحية على هذا المستوى التحليلات التي أُجريت على البيانات المجمعة من تقارير البرنامج الدولي لتقييم الطلبة (PISA). يُمثل هذا النهج جوهر علم النفس التربوي مقارنةً بعلم النفس المدرسي بالنسبة للعديد من الباحثين التربويين الأمريكيين، وللقسم الخامس عشر من جمعية علم النفس الأمريكية (APA).